# Мерісвейл (Юта)
Мерісвейл (англ. Marysvale) — місто (англ. town) в США, в окрузі Пают штату Юта. Населення — 356 осіб (2020).

## Географія
Мерісвейл розташований за координатами 38°26′15″ пн. ш. 112°15′31″ зх. д. / 38.43750° пн. ш. 112.25861° зх. д. (38.437507, -112.258500).  За даними Бюро перепису населення США в 2010 році місто мало площу 45,65 км², з яких 45,62 км² — суходіл та 0,03 км² — водойми.

## Демографія
Згідно з переписом 2010 року, у місті мешкало 408 осіб у 171 домогосподарстві у складі 121 родини. Густота населення становила 9 осіб/км².  Було 264 помешкання (6/км²).
Расовий склад населення:
| - 98,5 % — білих - 0,2 % — корінних американців - 0,2 % — азіатів |

До двох чи більше рас належало 0,7 %. Частка іспаномовних становила 1,2 % від усіх жителів.
За віковим діапазоном населення розподілялося таким чином: 24,3 % — особи молодші 18 років, 48,0 % — особи у віці 18—64 років, 27,7 % — особи у віці 65 років та старші. Медіана віку мешканця становила 50,6 року. На 100 осіб жіночої статі у місті припадало 95,2 чоловіків;  на 100 жінок у віці від 18 років та старших — 91,9 чоловіків також старших 18 років.
Середній дохід на одне домашнє господарство  становив 34 081 долар США (медіана — 28 162), а середній дохід на одну сім'ю — 41 035 доларів (медіана — 33 750). За межею бідності перебувало 23,5 % осіб, у тому числі 38,3 % дітей у віці до 18 років та 30,9 % осіб у віці 65 років та старших.
Цивільне працевлаштоване населення становило 159 осіб. Основні галузі зайнятості: роздрібна торгівля — 39,6 %, освіта, охорона здоров'я та соціальна допомога — 15,7 %, будівництво — 11,3 %, публічна адміністрація — 7,5 %.